# Монте-Редонду (Торреш-Ведраш)
Монте-Редонду (порт. Monte Redondo; МФА: [ˈmõ.tɨ ʁɨ.ˈdõ.du]) — парафія в Португалії, у муніципалітеті Торреш-Ведраш. Розташована в західній частині країни, на теренах історичної португальської провінції Ештремадура. Входить до складу округу Лісабон. За адміністративним поділом, чинним до 1976 року, терени парафії були складовою провінції Ештремадура. Належить до Лісабонського патріархату Католицької церкви. Патрон — Святий Дух. Площа — 9,1457 км². Населення — 795 ос. (2011). Слабо урбанізований регіон. Густота населення — 86,93 осіб/км²
. Код — 111309.

## Населення
| Кількість мешканців | Кількість мешканців | Кількість мешканців | Кількість мешканців | Кількість мешканців | Кількість мешканців | Кількість мешканців | Кількість мешканців | Кількість мешканців | Кількість мешканців | Кількість мешканців | Кількість мешканців | Кількість мешканців | Кількість мешканців | Кількість мешканців |
| ------------------- | ------------------- | ------------------- | ------------------- | ------------------- | ------------------- | ------------------- | ------------------- | ------------------- | ------------------- | ------------------- | ------------------- | ------------------- | ------------------- | ------------------- |
| 1864                | 1878                | 1890                | 1900                | 1911                | 1920                | 1930                | 1940                | 1950                | 1960                | 1970                | 1981                | 1991                | 2001                | 2011                |
| 452                 | 604                 | 793                 | 889                 | 854                 | 864                 | 830                 | 855                 | 866                 | 866                 | 636                 | 773                 | 822                 | 787                 | 795                 |